# 永田耕衣
永田 耕衣（ながた こうい、1900年（明治33年）2月21日 - 1997年（平成9年）8月25日）は、俳人。本名は軍二（ぐんじ）。別号、田荷軒主人。禅的思想に導かれた独自の俳句理念に基づき句作。また諸芸に通じ書画にも個性を発揮、90歳を超えた最晩年に至るまで旺盛な創作活動を行った。

## 生涯

### 形成期
兵庫県加古郡尾上村今福（現・加古川市尾上町今福）に生まれる。父は農業兼村役場吏員。父は岩崎姓だが、6歳のとき母の妹永田てい子の養子となり、父母と同居したまま名義のみ母系永田姓を継いだ。尾上村立尾上尋常高等小学校尋常科、同高等科を経て、1917年、兵庫県立工業学校（現・兵庫県立兵庫工業高等学校）機械科を卒業。文芸を好み、工業高校では同級生と回覧誌を作る。新派悲劇や映画にも親しんだ。卒業後三菱製紙高砂工場に技手補として就職、以後15年間夜勤につく。また社内クラブの謡曲部に入り、観世流謡曲と都山流尺八を習った。1919年、作業中に抄紙機に右手を巻きこまれ、三指の自由を半ば失う。このため後に兵役免除となった。治療を兼ねて郷里に滞在中、泉福寺で行われた師家雲水の禅問答を聞き、このことを契機に禅に興味を抱くようになる。

### 戦前の活動
1920年、赤坂ユキヱと結婚、のち一男一女をもうける。高砂市荒井町で社宅に入居。この年より毎日新聞兵庫版付録の俳句欄（岩木躑躅選）に投句をはじめ、1922年から大阪の俳誌『山茶花』、岩木躑躅主宰の『いひほ』に投句。1925年、社内劇団の座員となりしばしば舞台に立った。1927年、岩木躑躅を選者に迎えて、相生垣秋津、宮富岳坊とともに『桃源』創刊（6号で休刊）。このころ武者小路実篤に心酔し、新しき村の機関誌に短編小説や自由詩などを寄稿。1929年、「山茶花」に飽き、原石鼎主宰の『塵火屋』、小野蕪子主宰の『鶏頭陣』、「鹿火屋」系統の大久保鵬鳴主宰『たかむら』などにさかんに投句。小野蕪子から骨董趣味の影響を受ける。1935年、工場内で俳句に関心のありそうな仲間に声をかけ、『蓑虫』を創刊、主宰。同好者四十余名を育成し、『鶏頭陣』に優秀な作者を送り込んだが、16号で休刊する。
1937年、『鶏頭陣』の投句仲間や相生垣秋津、工楽長三郎、糟谷武美と文化趣味の会「白泥会」を結成。柳宗悦指導の民芸運動の諸作家棟方志功、河井寛次郎、濱田庄司、寿岳文章、竹中郁、阿部知二らに接する。工楽邸に棟方志功が投宿した折は個人的に訪問して芸術論を交わし、その生命力溢れる作品思想がのち創作の支えとなる。『鶏頭陣』を介し浜田石蓮子を知り、浜田石蓮子を介して山田正平に篆刻の指導を受ける。棟方志功にも落款を制作し、二三個進呈するが、1939年に網膜炎を病んだことにより篆刻製作は中止した。
1938年、俳誌『柿串』に新設された「阿吽抄」欄の選者。1940年、新興川柳誌『龍』（岩崎蝉古主選）に今福田吉の筆名で一年間投句し、ほぼ毎号巻頭を飾るが一年でやめる。俳誌『蠍座』（秋田県）の主選者として迎えられる。『文藝春秋』俳句欄に執筆、句集頻発を批判する。1940年、新風を求めて石田波郷主宰の「鶴」に入会。三ヶ月で巻頭となり、後に同人に推される。そのほか、新興俳句総合誌『天香』にも投句したが、官憲による思想弾圧の時勢下で小野蕪子の忠告を受ける。これ以降、諸俳誌への多様な活動を慎むようになる。
1941年、社内の青年学校の教師となり、1945年8月まで務める。製紙技術および精神主義的教養を目的とする独自の講義、生徒に映画を見ることを奨め、俳句の話もする。思想弾圧の危険を考慮し、一時句作を中断するが、「祖牛」の筆名でひそかに『鶴』に投句を再開。1943年、太平洋戦争の激化により、発起して社内に座禅会を結成し、毎月、宮崎奕保和尚の鉗鎚を受ける。

### 戦後
1946年、社内短歌誌『れいめい』が刊行され、休刊までの約一年間に短歌五十七首を発表する。俳誌『風』にさかんに投句。1947年、現代俳句協会設立に伴い会員となる。この年、西東三鬼、平畑静塔、波止影夫らの発案で大阪に「近畿俳句会」が設立され、月1回集会に参加、橋本多佳子、下村槐太、桂信子、火渡周平、赤尾兜子など多くの俳人を知る。特に波止、火渡とは書簡でさかんに作品の批評をしあった。同年、東播地方（加古川市・高砂市）の俳句愛好家を中心とするガリ版の俳誌『飛鳥（ひちょう）』を創刊、指導。 1948年、三鬼の推輓により山口誓子の『天狼』同人となる。「天狼俳句会」の規約（他結社との重籍を認めず）により、『鶴』『風』同人を辞し、『飛鳥』を解消する。1949年、プリント俳誌『琴座（りらざ）』を社内会報として創刊・主宰。
1952年三菱製紙高砂工場製造部長となる。1953年『天狼』を脱退し、『鶴』同人に復帰する。1955年三菱製紙を定年退職し、神戸市須磨区に転居。毎日新聞兵庫県版の選者、 神戸新聞俳句選者などを努める。1974年神戸市文化賞受賞。1981年神戸新聞社「平和賞」受賞。1985年兵庫県文化賞受賞。1990年第2回現代俳句協会大賞、1991年第6回詩歌文学館賞受賞。
1995年、阪神・淡路大震災によって自宅「田荷軒」が全壊。2階のトイレに閉じ込められた。救出されて半月後、大阪府寝屋川市の特別養護老人ホームへ移り、車椅子が必要になる。1996年、朝食に向かう途中、転んで左上腕骨を折ったのを機に書けなくなり、創作がぴたりと止んだ。しかし秋のある日、弟子の金子晉に手控えた一句を突然示した。その一句「枯草の大孤独居士此処に居る」が絶筆となる。1997年、1・2月号をもって『琴座』幕引きを宣言し終刊。同年8月25日、肺炎にて死去。兵庫県加古川市尾上町今福・泉福寺に埋葬される。戒名は生前に自ら付けた「田荷軒夢葱耕衣居士」であった。

## 作品
- 夢の世に葱を作りて寂しさよ
- 朝顔や百たび訪はば母死なむ
- 後ろにも髪脱け落つる山河かな
- 泥鰌浮いて鯰も居るというて沈む
- 死螢に照らしをかける螢かな
- かたつむりつるめば肉の食い入るや
- 少年や六十年後の春の如し
- 白梅や天没地没虚空没

などが代表的な句である。「天狼」時代には同誌の主張であった「根源俳句」を追求した。根源俳句とは、山本健吉によれば「存在の根源（生命の根源）を追及する「根源精神」によって貫かれた句であり、素材的には一元俳句を取るほうに傾く」もので、山本は耕衣の根源俳句の見本として「恋猫の恋する猫で押し通す」を挙げている。耕衣自身は「根源」を「東洋的無」と規定。のちにさらに禅的な諧謔性を要点に据え、「季語霊」や「定型楽守」、「超時代性」といった独自の俳句理念を発展させた。
「朝顔や」の句は実母を詠んだ代表的な句のひとつ。耕衣の母思いは有名で、1950年に90歳で亡くなるまでの20年間訪問のたびに自ら按摩を行った。母を詠んだ句には他に「母死ねば今着給へる冬着欲し」などがある。「かたつむり」の句は西東三鬼の激賞を受けたもの。「白梅や」は震災に触発された最晩年の句である。

## 著書

### 句集
- 加古（鶏頭陣社、1934年）
- 傲霜（私家版、1938年）
- 驢鳴集（播磨俳話会、1953年）
- 吹毛集（近藤書店、1955年）
- 與奪鈔（琴座俳句会、1960年）
- 悪霊（俳句評論社、1964年）
- 闌位（俳句評論社、1970年）
- 冷位（コーベブックス、1975年）
- 殺佛（コーベブックス、1978年）
- 殺祖（南柯書局、1981年）
- 物質（湯川書房、1984年）
- 葱室（沖積舎、1987年）
- 人生（沖積舎、1988年）
- 泥ん（沖積舎、1990年）
- 狂機（沖積舎、1992年）
- 自人（湯川書房、1995年）

### 選集・全句集
- 真風（瓶の会、1969年）
- 永田耕衣全句集 非佛（冥草舎、1973年）
- 耕衣百句（コーベブックス、1976年）
- 肉体（南柯書局、1980年）
- 永田耕衣・秋元不死男・平畑静塔集（朝日新聞社、1985年）
- 永田耕衣俳句集成 而今（沖積舎、1985年）
- 生死（1991年）
- 永田耕衣続俳句集成 只今（湯川書房、1996年）
- 永田耕衣俳句集成 而今・只今（沖積舎、2013年）

### 評論・自伝他
- 山林的人間（人文書院、1974年）
- 二句勘辨（永田書房、1975年）
- 陸沈條條（永田書房、1976年）
- 鬼貫のすすき（コーベブックス、1976年）
- しゃがむとまがり（コーベブックス〈南柯叢書〉、1976年）。西脇順三郎論
- 一休存在のエロチシズム（コーベブックス、1976年）
- わが物心帖（文化出版局、1980年）
- 田荷軒皮袋（湯川書房、1987年）
- 耕衣自伝（沖積舎、1992年）